# Coppa LEN 2012-2013 (pallanuoto femminile)
La Coppa LEN 2012-2013 (Women LEN Trophy 2012-2013) è stata la XIV edizione del secondo trofeo europeo femminile di pallanuoto riservato a squadre di club.
Le gare sono iniziate il 21 novembre 2012 e si sono concluse con la finale di ritorno il 24 aprile 2013. Le squadre partecipanti sono state 13, in rappresentanza di 8 federazioni LEN.
Le russe dello Shturm 2002 hanno vinto il trofeo per la seconda volta, superando con due vittorie in finale le connazionali dello Skif-ŠMSV Izmailovo.

## Turno preliminare
La composizione dei gironi è stata annunciata dalla LEN nel mese di agosto 2012. Le prime quattro classificate di ciascun girone si qualificano per i quarti di finale.

### Gironi
| Gruppo A        |
| sede: Siviglia  |
| CW Dos Hermanas |
| Galatasaray SK  |
| GS Iraklis      |
| Lille UCN       |
| London Otter SC |
| Shturm 2002     |
| ZVL Leiden      |

| Gruppo B                |
| sede: Bordeaux          |
| City of Liverpool       |
| Donk Gouda              |
| Orizzonte Catania       |
| Skif-ŠMSV Izmailovo     |
| Union St-Bruno Bordeaux |
| Uralochka Zlatoust      |

### Gruppo A
|    | Turno preliminare 2012-2013 | Pti | G | V | N | P | GF  | GS | DR  |
| -- | --------------------------- | --- | - | - | - | - | --- | -- | --- |
| 1. | Shturm 2002                 | 18  | 6 | 6 | 0 | 0 | 115 | 33 | +82 |
| 2. | ZVL Leiden                  | 15  | 6 | 5 | 0 | 1 | 84  | 49 | +35 |
| 3. | GS Iraklis                  | 12  | 6 | 4 | 0 | 2 | 72  | 55 | +17 |
| 4. | Lille UCN                   | 9   | 6 | 3 | 0 | 3 | 55  | 55 | 0   |
| 5. | CW Dos Hermanas             | 6   | 6 | 2 | 0 | 4 | 37  | 68 | -31 |
| 6. | Galatasaray SK              | 1   | 6 | 0 | 1 | 5 | 36  | 84 | -48 |
| 7. | London Otter SC             | 1   | 6 | 0 | 1 | 5 | 31  | 86 | -55 |

| 21-11-12 | Lille        | 7-9   | ZVL         |
| 21-11-12 | Iraklis      | 15-10 | Galatasaray |
| 21-11-12 | Dos Hermanas | 4-21  | Shturm      |
| 23-11-12 | Galatasaray  | 7-7   | Otter       |
| 23-11-12 | Iraklis      | 8-11  | Shturm      |
| 23-11-12 | Dos Hermanas | 4-15  | ZVL         |
| 25-11-12 | Lille        | 11-13 | Iraklis     |
| 25-11-12 | Galatasaray  | 5-18  | ZVL         |
| 25-11-12 | Dos Hermanas | 12-7  | Otter       |

| 22-11-12 | Iraklis      | 13-6  | Otter       |
| 22-11-12 | Shturm       | 16-5  | Lille       |
| 22-11-12 | Dos Hermanas | 4-2   | Galatasaray |
| 24-11-12 | Lille        | 10-6  | Galatasaray |
| 24-11-12 | Otter        | 3-18  | Shturm      |
| 24-11-12 | Iraklis      | 10-11 | ZVL         |

| 22-11-12 | Otter        | 4-24 | ZVL     |
| 22-11-12 | Galatasaray  | 6-30 | Shturm  |
| 22-11-12 | Dos Hermanas | 7-10 | Lille   |
| 24-11-12 | Otter        | 4-12 | Lille   |
| 24-11-12 | ZVL          | 7-19 | Shturm  |
| 24-11-12 | Dos Hermanas | 6-13 | Iraklis |

### Gruppo B
|    | Turno preliminare 2012-2013 | Pti | G | V | N | P | GF | GS | DR  |
| -- | --------------------------- | --- | - | - | - | - | -- | -- | --- |
| 1. | Uraločka Zlatoust           | 12  | 5 | 4 | 0 | 1 | 75 | 30 | +35 |
| 2. | Skif-ŠMSV Izmailovo         | 10  | 5 | 3 | 1 | 1 | 57 | 35 | +22 |
| 3. | Donk Gouda                  | 10  | 5 | 3 | 1 | 1 | 61 | 40 | +21 |
| 4. | Orizzonte Catania           | 9   | 5 | 3 | 0 | 2 | 67 | 44 | +23 |
| 5. | City of Liverpool           | 3   | 5 | 1 | 0 | 4 | 22 | 63 | -41 |
| 6. | Union Saint-Bruno Bordeaux  | 0   | 5 | 0 | 0 | 5 | 22 | 92 | -70 |

| 22-11-12 | Donk          | 10-11 | Uralochka |
| 22-11-12 | Izmailovo     | 14-2  | Liverpool |
| 22-11-12 | Union S.Bruno | 5-21  | Orizzonte |
| 24-11-12 | Uralochka     | 16-0  | Liverpool |
| 24-11-12 | Orizzonte     | 11-12 | Donk      |
| 24-11-12 | Union S.Bruno | 6-15  | Izmailovo |

| 23-11-12 | Donk          | 12-6  | Liverpool |
| 23-11-12 | Izmailovo     | 10-11 | Orizzonte |
| 23-11-12 | Union S.Bruno | 4-32  | Uralochka |
| 25-11-12 | Liverpool     | 6-15  | Orizzonte |
| 25-11-12 | Union S.Bruno | 1-16  | Donk      |
| 25-11-12 | Izmailovo     | 7-5   | Uralochka |

| 23-11-12 | Izmailovo     | 11-11 | Donk      |
| 23-11-12 | Uralochka     | 11-9  | Orizzonte |
| 23-11-12 | Union S.Bruno | 6-8   | Liverpool |

## Quarti di finale
| Andata   | Andata | Andata                    | Andata |
| Data     | Ora    | Gara                      | Ris.   |
| -------- | ------ | ------------------------- | ------ |
| 19-01-13 | 17:30  | Orizzonte CT - Šturm      | 11-15  |
| 19-01-13 | 20:00  | Lilla - Uraločka Zlatoust | 12-19  |
| 20-01-13 | 14:30  | Donk Gouda - ZVL Leiden   | 9-9    |
| 19-01-13 | 13:00  | Iraklis - Skif-ŠMSV       | 8-9    |

| Ritorno | Ritorno | Ritorno                   | Ritorno | Ritorno |
| Data    | Ora     | Gara                      | Ris.    | Tot.    |
| ------- | ------- | ------------------------- | ------- | ------- |
| 23-2-13 | 18:00   | Šturm - Orizzonte CT      | 15-9    | 30-20   |
| 23-2-13 | 18:00   | Uraločka Zlatoust - Lilla | 5-3     | 24-15   |
| 24-2-13 | 14:00   | ZVL Leiden - Donk Gouda   | 10-15   | 19-24   |
| 23-2-13 | 13:00   | Skif-ŠMSV - Iraklis       | 13-8    | 22-16   |

## Semifinali
| Andata   | Andata | Andata                    | Andata |
| Data     | Ora    | Gara                      | Ris.   |
| -------- | ------ | ------------------------- | ------ |
| 09-03-13 | 18:00  | Uraločka Zlatoust - Šturm | 9-15   |
| 10-03-13 | 14:30  | Donk Gouda - Skif-ŠMSV    | 15-16  |

| Ritorno | Ritorno | Ritorno                   | Ritorno | Ritorno |
| Data    | Ora     | Gara                      | Ris.    | Tot.    |
| ------- | ------- | ------------------------- | ------- | ------- |
| 23-3-13 | 18:00   | Šturm - Uraločka Zlatoust | 10-8    | 25-17   |
| 23-3-13 | 13:00   | Skif-ŠMSV - Donk Gouda    | 13-12   | 29-27   |

## Finale
| Arbitri: | Schwartz Uz |

|                                                                  |           |                                                                                          |
| D. Antonova Grineva Achtyrčenko, Bachrameeva, Karpovič, Troškina | Marcatori | van Belkum Pustynnikova, A. Antonova Gerasimova, Tankeeva, Buravkova, Timofeeva, Ivanova |

| Arbitri: | Mauss Putniković |

|                                                               |           |                                         |
| A. Antonova Ivanova Degterëva Pletnëva, van Belkum, Timofeeva | Marcatori | D. Antonova Badykšina Grineva, Troškina |